# Vlădeni (gmina w okręgu Jassy)
Vlădeni – gmina w Rumunii, w okręgu Jassy. Obejmuje miejscowości Alexandru cel Bun, Borșa, Broșteni, Iacobeni, Vâlcelele i Vlădeni. W 2011 roku liczyła 3993 mieszkańców.